# Guilherme de Brunsvique
Guilherme de Brunsvique (Guilherme Augusto Luís Maximiliano Frederico), (25 de Abril de 1806 - 18 de Outubro de 1884) foi o duque de Brunsvique de 1830 até à sua morte.

## Família
Guilherme era o segundo filho do duque Frederico Guilherme de Brunswick-Wolfenbüttel e da princesa Maria de Baden. Os seus avós paternos eram o duque Carlos Guilherme Fernando de Brunswick-Wolfenbüttel e a princesa Augusta do Reino Unido. Os seus avós maternos eram o príncipe-herdeiro Carlos Luís de Baden e a condessa Amália de Hesse-Darmstadt.

## Vida
Após a morte do seu pai em 1815, Guilherme e o seu irmão passaram a estar sob a tutela do seu tio, o rei Jorge IV do Reino Unido. Guilherme tornou-se major do exército prussiano em 1823. O seu irmão Carlos foi deposto da sua posição como duque reinante por uma rebelião em 1830 e Guilherme liderou o governo provisório que se seguiu. Em 1831, uma lei de família tornou-o duque governante. O duque deixou grande parte dos assuntos políticos aos seus ministros e passou grande parte do seu reinado nas suas propriedades em Oels.
Quando se juntou à Confederação da Alemanha do Norte em 1866, a sua relação com a Prússia piorou visto que estes se recusavam a reconhecer o príncipe Ernesto Augusto, terceiro duque de Cumberland como seu herdeiro devido à posição próxima que tinha do trono de Hanôver. Guilherme morreu em 1884 e deixou as suas possessões ao duque de Cumberland. A sua morte causou uma crise constitucional a Brunsvique que durou até 1913 quando o duque Ernesto Augusto de Brunsvique sucedeu ao trono.
Guilherme morreu solteiro, mas teve vários filhos ilegítimos.